# Chet Miller
Chet Miller,  ameriški dirkač Formule 1, *19. julij 1902, Detroit, Michigan, ZDA, †16. maj, 1953, Indianapolis, Indiana, ZDA.
Chet Miller je pokojni ameriški dirkač, ki je med letoma 1930 in 1952 sodeloval na ameriški dirki Indianapolis 500, ki je med letoma 1950 in 1960 štela tudi za prvenstvo Formule 1. Najboljši rezultat je dosegel leta 1951, ko je zasedel petindvajseto mesto. Leta 1953 se je smrtno ponesrečil treningu pred dirko Indianapolis 500 1953.